# Restio purpurascens
Restio purpurascens är en gräsväxtart som beskrevs av Christian Gottfried Daniel Nees von Esenbeck och Maxwell Tylden Masters. Restio purpurascens ingår i släktet Restio och familjen Restionaceae. Inga underarter finns listade i Catalogue of Life.